# 克里斯托弗·理查德·斯特林吉尼
克里斯托弗·理查德·斯特林吉尼（英語：Christopher Richard Stringini，1988年11月28日—），出生于芝加哥，是一位美国歌手、演员和舞蹈家。

## 早期生活
他被Kathleen和Robert Stringini收养。他的亲生父亲是美国血统和加拿大血统，他的母亲是波兰人。
斯特林吉尼出生4岁时被来自伊利诺伊州惠顿的凯瑟琳和罗伯特·斯特林尼收养。他有一个哥哥叫鲍比。他开始演戏，4岁时当过模特。后来他在电影《Rule Number One》（2005 年）中扮演角色，之后他参加了一部名为《Big in America》的综艺节目的试镜。

## 音乐事业
他在Lou Pearlman管理的男子组合US5中被称为“Richie"。Richie 顺利通过预选，并于2005年成为US5组合的成员。加入 US5 后，他开始使用自己的中间名（“Richie”）。他用他的音乐录影带“Best Friends”向所有人展示了他是值得关注的。他得到了YAM！2005年最佳明星。

## 个人生活
Richie住在伊利诺伊州, 惠顿镇. Richie也在2013年吸毒复发，并在2014年康复。Richie还透露，他最好的乐队朋友是克里斯托夫。

## 制作音乐
对于US5的歌曲, 请参阅: US5

### 独唱歌曲
- 2006: "Best Friends"
- 2012: "Man Down"